# 萬徳寺

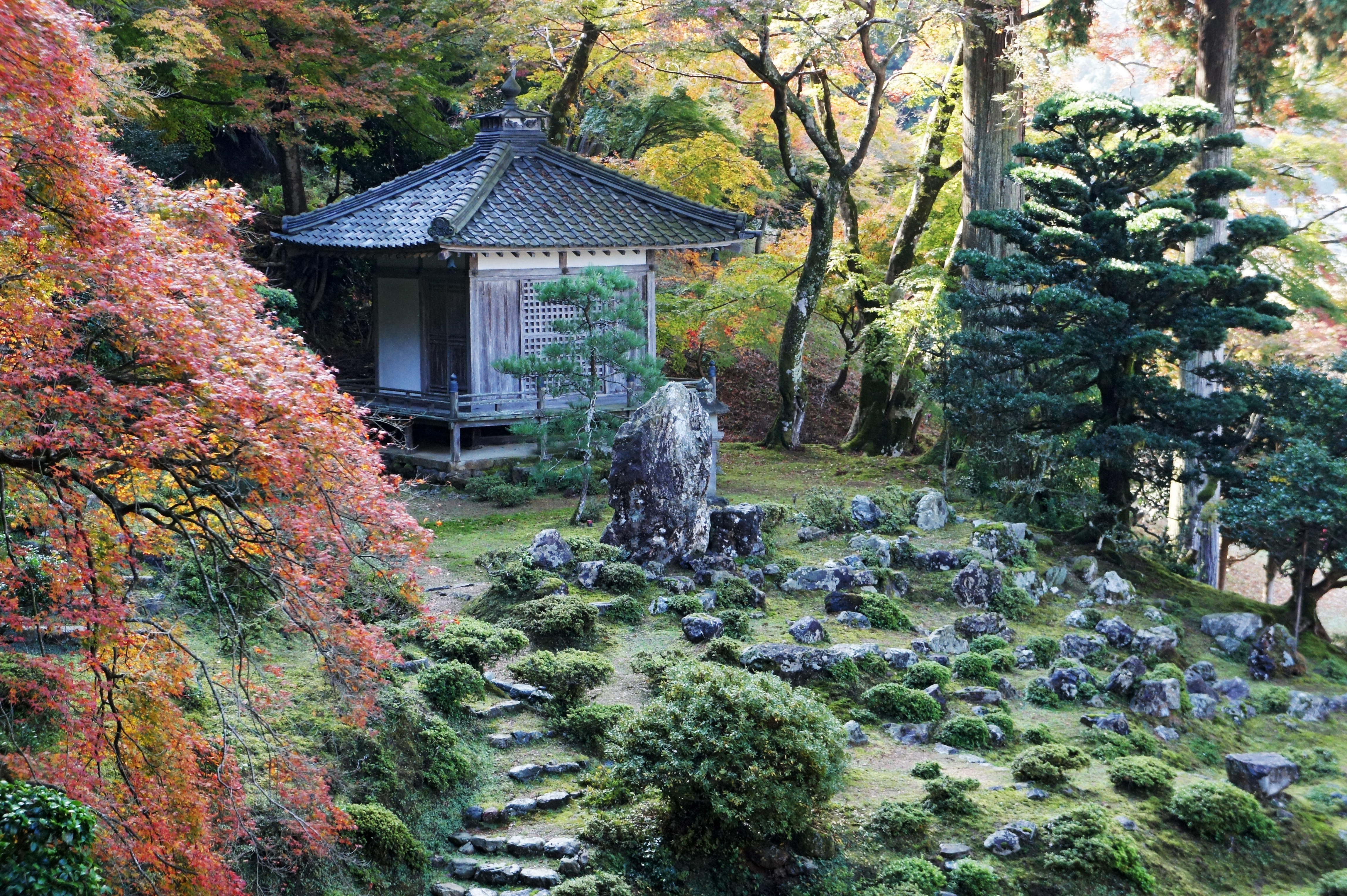
庭園。中央は3mの本尊石

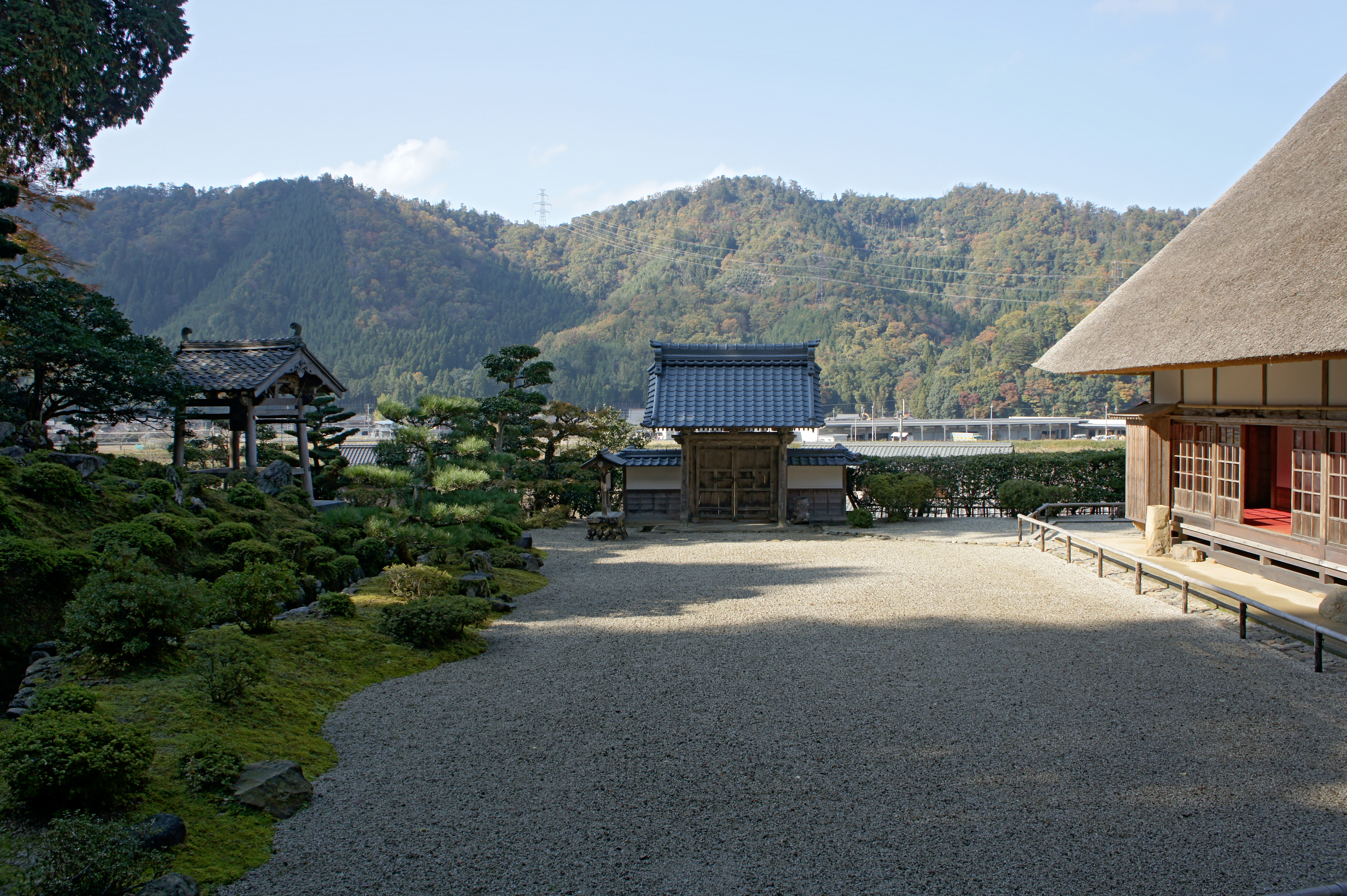
左から庭園、山門、書院。手前は白砂の広場

萬徳寺（まんとくじ）は福井県小浜市にある高野山真言宗の寺院。山号は延宝山、本尊は阿弥陀如来。天然記念物の大山モミジを借景とする名勝枯山水庭園で知られる。

## 概要
当山の前身は極楽寺といい、文永2年（1265年）の若狭惣田数帳に存在が記されている古刹である。室町時代は応安年間（1368年-1374年）に、安芸国円明寺の覚応法印が、極楽寺を天台宗から真言宗に改宗し、寺号も正照院と改めた。戦国時代には若狭国を領した武田氏が当山を祈願所と定め、さらに天文13年（1544年）に領主武田信豊により若狭国唯一の駆込寺として公許されるなど隆盛したが、元亀年間に兵火を受けて衰退した。
その後、安土桃山時代は慶長7年（1602年）に寺号は萬徳寺と改められ、江戸時代は延宝5年（1677年）に小浜藩主酒井氏の命により音無川の岸から現在の山麓に寺地を移された。

## 文化財
- 名勝（国指定）
  - 庭園[2]（1952年3月25日指定） - 延宝5年(1677年)に小浜藩主酒井氏の命により築造された面積約1500平方メートルの蓬莱式枯山水庭園である。山麓の斜面地を利用して斜面中段中央に高さ3mの真言密教における本尊石を配し、天然記念物である大山モミジ[1]を借景としている。書院と庭園の間は白砂の広場で仕切られている。
- 天然記念物（国指定）
  - 大山モミジ[1] - 樹齢500年
- 重要文化財（国指定）
  - 木造阿弥陀如来坐像[3] - 像高141.5cm、檜材寄木造、平安時代後期の作。阿弥陀堂内須弥壇に安置。当山の前身である極楽寺の本尊でもあった。両手先は後補。
  - 絹本著色不動明王三童子像[4] - 鎌倉時代前期作

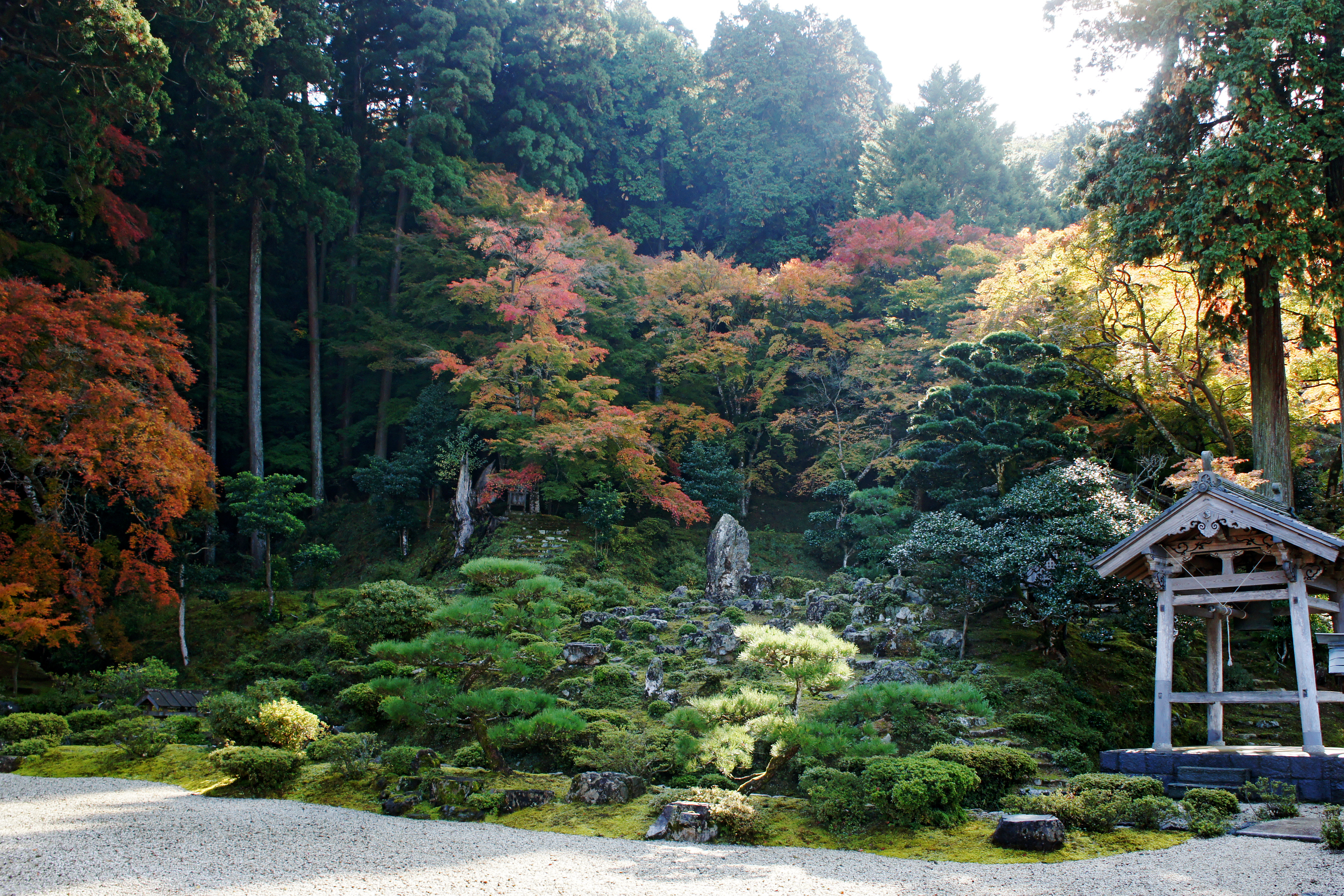
庭園と大山モミジ
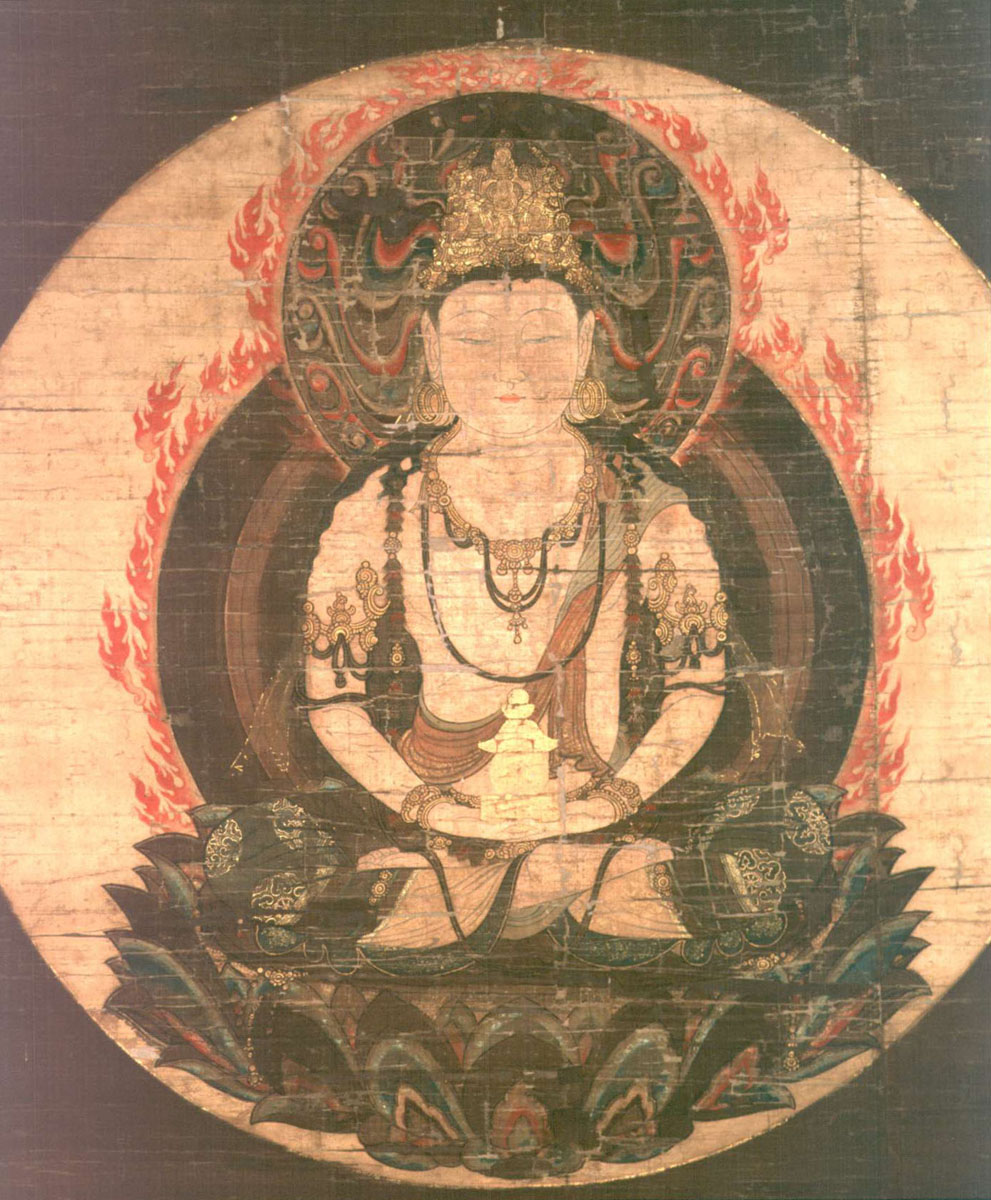
弥勒菩薩像
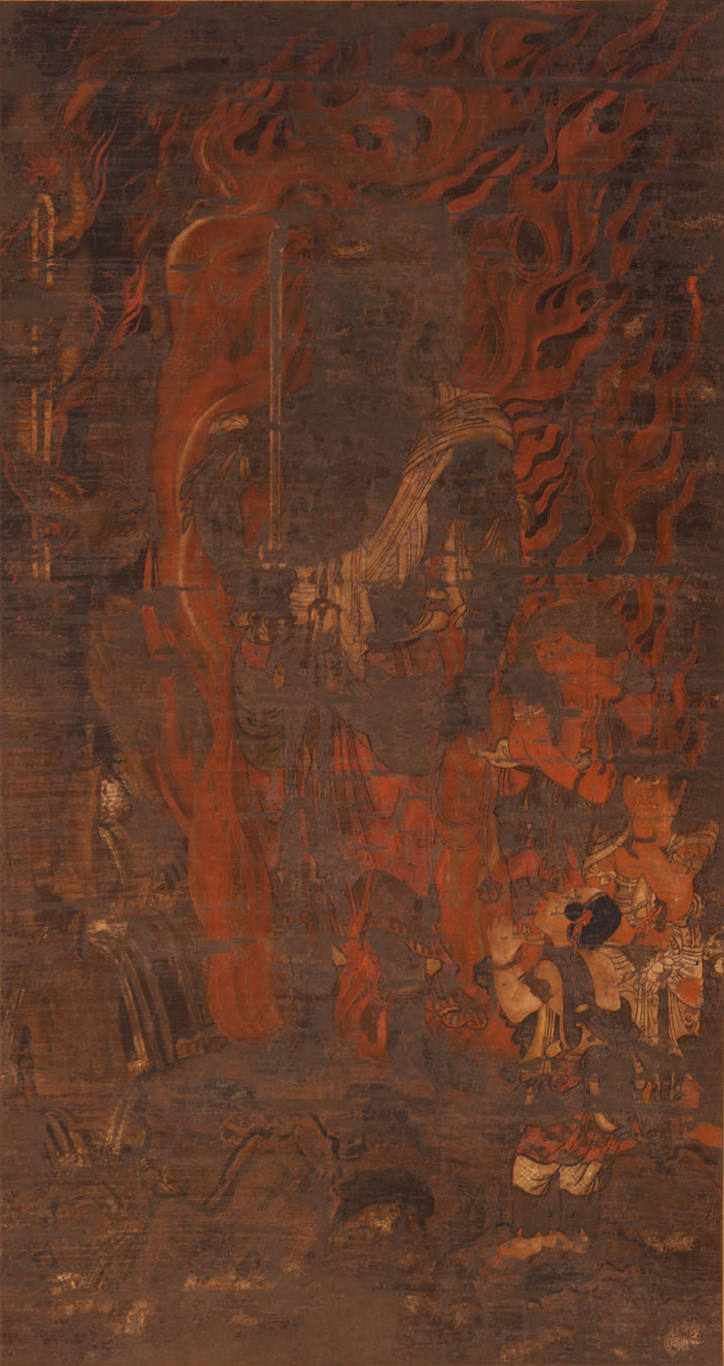
不動明王三童子像

  - 絹本著色弥勒菩薩像[5] - 鎌倉時代中期作
- 福井県指定有形文化財
  - 童子経曼荼羅図
  - 中阿含経 - 奈良時代作
  - 絹本着色千手観音像 - 鎌倉時代作
  - 絹本着色愛染明王像 - 鎌倉時代作
  - 絹本着色十三仏図 - 鎌倉時代作
- 小浜市指定有形文化財
  - 両界曼荼羅
- その他
  - 日本紅葉の名所100選

- 庭園と大山モミジ
- 弥勒菩薩像
- 不動明王三童子像

## 伽藍
- 阿弥陀堂（本堂）
- 庫裏 - 書院造、茅葺屋根
- 山門
- 鐘楼

## 利用情報
- 開門時間 - 9:00～17:00
- 備考 - バリアフリー設備：車椅子対応スロープ

## 交通アクセス
- 湖西線 近江今津駅からJRバス若江線で50分、「遠敷（おにゅう）」バス停下車、徒歩15分
- 小浜線 東小浜駅 徒歩22分

## 周辺
- 若狭彦神社
- 若狭姫神社
- 若狭神宮寺
- 鵜の瀬
- 蓮華寺
- 明通寺
- 多田寺
- 妙楽寺
- 神通寺